# Ansitz Wellenstein

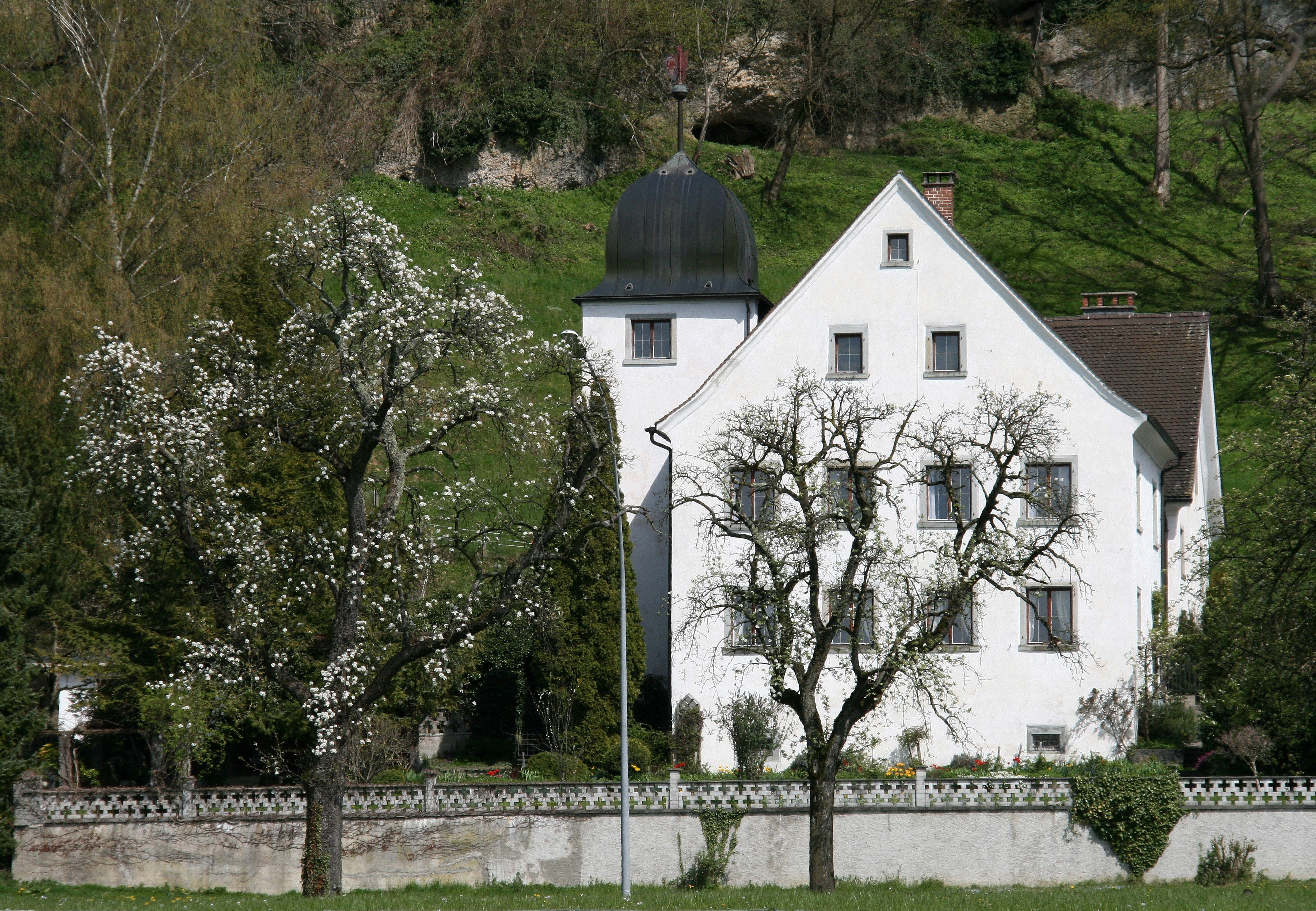
Ansitz Wellenstein (2008)

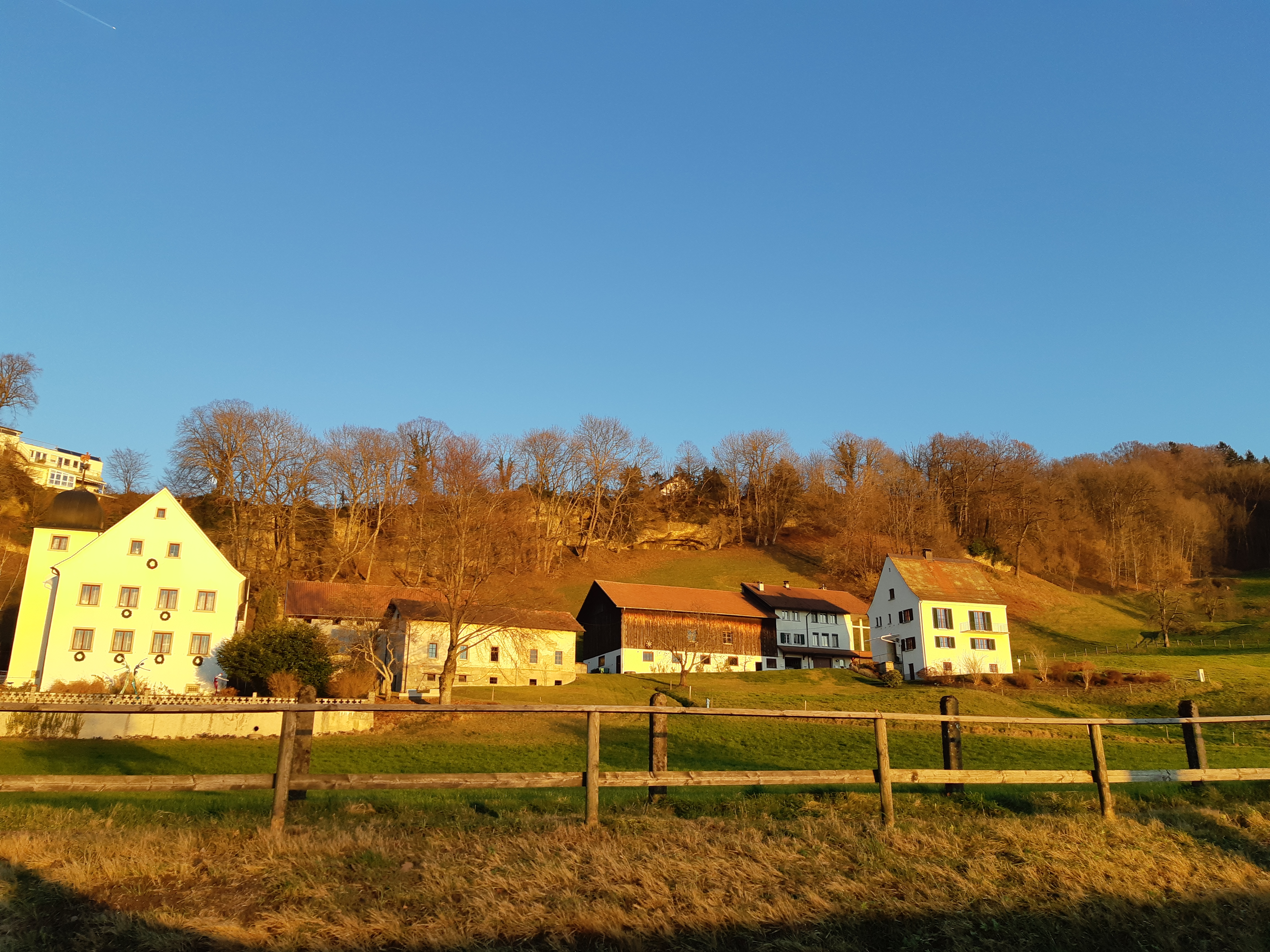
Blick von der Landstraße L 1 zum Ansitz (Februar 2020)

Der Ansitz Wellenstein ist ein denkmalgeschütztes Objekt, welches sich beim südlichen Ortseingang in der Parzelle Wellenstein der Gemeinde Lochau in Vorarlberg, Österreich am Fuß des Pfänders auf etwa 410 m ü. A. befindet.

## Lage
Der Ansitz Wellenstein liegt 70 m östlich der Landstraße L 1. Oberhalb des Ansitzes, etwa 130 m südöstlich befindet sich die Wellensteinhöhle. Die Straßengabelung: Bregenzer Straße / Lindauer Straße L 190 und Landstraße L 1  und das Kleindenkmal Langer Stein sind rund 170 m südwestlich entfernt.

## Geschichte
1338 wurde hier das Gut vor dem Staine erstmals erwähnt. Hainrich Boner der Jüngere stiftete 1469 der Bregenzer Pfarrkirche Bregenz-St. Gallus eine ewige Jahrzeit für seinen Schwiegervater und verordnet dafür, dass der Zins von seinem Gutt im Stain und allem siner zugehörd zu nächst von der Klus zu Bregentz gelegen hierfür verwendet werden solle.
Der Ansitz Wellenstein wurde im Zuge der Nobilitierung des Bregenzer Patrizier Ulrich Reutin (Ulrich Junker Reutin von Wellenstein) 1555 geschaffen. Reutin wurde jedoch erst 1559 nobilitiert. Dieser Ansitz ist wie andere in Vorarlberg, z. B. Birkbach in Koblach, Hahnenberg in Weiler, Weißenberg in Zwischenwasser, Schloss Amberg in Feldkirch-Levis, das Jonas-Schlössle in Götzis oder die Mittelweiherburg in Hard und andere, eine Form der Darstellung des neuen Standes durch reich gewordene Stadtbürger, Beamte und Militärs in Vorarlberg. Diese Familien konzentrierten auf sich Einfluss und Vermögen. So besaßen z. B. 1660 die 22 reichsten Familien in Bregenz (= 6 % der Steuerpflichtigen) rund ¾ des gesamten Vermögens.
Bereits mit der dritten Generation stirbt die Familie der Reutin von Wellenstein aus und durch die Verehelichung der Erbtochter mit Heinrich Schmid (ein Angehöriger eines Bregenzer Bürgergeschlechts) folgt 1599 die Familie Schmid von Wellenstein nach (siehe auch: Ansitz Schedler). Nach dem Aussterben auch dieses Geschlechts, folgen die Locher von Angerzell, dann der Bregenzer Johann Georg Deuring. 1647 wird es Eigentum des Obristen Anton von Messner, dem späteren Besitzer von Oberlochau. 1674 erwirbt das Anwesen die Familie Salis. 1686 gehen die Gebäude an den Amtmann Benedikt Reichart, gleichzeitig mit dem Schloss Wolfurt, über und dieser nennt sich von da an Reichart von Wolfurt und Wellenstein. 1791 werden die Liegenschaften vom bisherigen Pächter Ambros Hehle mitsamt einer Alpe bei Sibratsgfäll erworben und in weiterer Folge durch diese Familie erweitert. Diese Familie hat den Besitz bis zum Ende des 19. Jahrhunderts gehalten.
Am 4. Oktober 1977 wurde der Ansitz versteigert und von Gertrude Rupp erworben.
Der Ansitz wurde 1965 renoviert und 1982/83 generalsaniert. 1982/83 folgte auch der Ausbau des Ökonomietrakts mit Wohnungen. Das Gebäude wird heute auch für Ausstellungen (Atelier NONOS) genutzt.

## Gebäude
Der Ansitz selbst ist ein zweigeschoßiger Rechteckbau (etwa 9 × 12 Meter) aus der Renaissance mit einem spitzgiebligen Satteldach. Die rechteckigen Fenster sind gleichmäßig in der Fassade verteilt. An der Nordostecke befindet sich ein dreigeschoßiger vorspringender quadratischer Turm mit welscher Haube. Das Eingangsportal befindet sich im Osten. Auf dem Schlussstein des Rundbogens des Eingangsportals ist ein leerer Wappenschild mit Freiherrenkrone.